# Cakung
Cakung is een onderdistrict van de stadsgemeente Jakarta Timur (Oost-Jakarta) in de provincie Jakarta, Indonesië.
Het stadhuis van Oost-Jakarta is gelegen in Cakung.

## Verdere onderverdeling
Het onderdistrict Cakung is verdeeld in 7 kelurahan (stedelijke gemeenschappen):
1. Cakung Barat, postcode 13910
2. Cakung Timur, postcode 13910
3. Rawa Terate, postcode 13920
4. Jatinegara, postcode 13930
5. Penggilingan, postcode 13940
6. Pulogebang, postcode 13950
7. Ujung Menteng, postcode 13960